# (5031) Švejcar
(5031) Švejcar est un astéroïde de la ceinture principale.

## Description
(5031) Švejcar est un astéroïde de la ceinture principale. Il fut découvert le 16 mars 1990 à l'Observatoire Kleť par Zdeňka Vávrová. Il présente une orbite caractérisée par un demi-grand axe de 2,44 UA, une excentricité de 0,13 et une inclinaison de 2,3° par rapport à l'écliptique.

## Compléments